# Lobo di Currumpaw

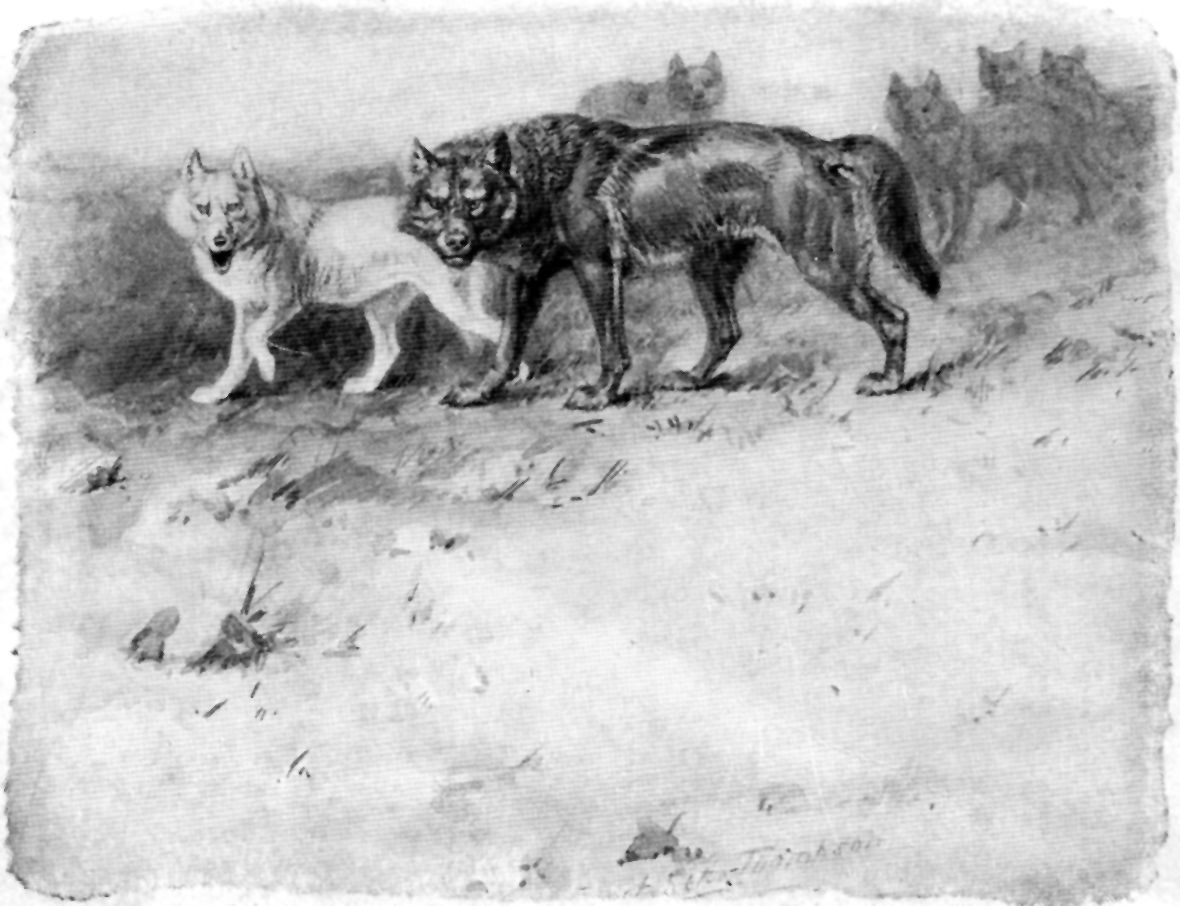
Lobo e sua compagna Blanca, illustrati da Ernest Thompson Seton (1898)

Lobo, detto anche re di Currumpaw, fu il capobranco di un gruppo di cinque lupi, attivi dal 1889 al 1894 nella regione di Currumpaw nel Nuovo Messico settentrionale. Era un grosso lupo del peso di 68 kg, alto 91 cm. Nel suo branco vi erano una lupa bianca nominata "Blanca", sua compagna, e un lupo giallastro noto per la sua velocità, che gli permise, più di una volta, di raggiungere ed abbattere un'antilocapra in corsa. Il branco di Lobo fu responsabile dell'uccisione di duemila capi di bestiame, soprattutto bovini, ma, al contrario dei lupi normali, preferiva abbattere gli esemplari più grossi e sani, ignorando quelli vecchi o già morti. Si segnalò inoltre che il suo branco disdegnava la carne ovina, sebbene Blanca e il lupo giallastro furono responsabili, in una sola notte, della morte di 250 pecore, e senza mangiarne alcuna. Quando cacciavano, Lobo sfruttava la sua grandezza per abbattere le prede, lasciando al suo branco le uccisioni.

## La taglia
Il governo statunitense mise una taglia sulla sua testa, ma tutti i tentativi di avvelenarlo con bocconi disposti nelle carcasse fallirono, siccome Lobo e i suoi compagni mangiavano solo prede vive, da loro stessi uccise. Quando, nel 1892, la taglia venne aumentata a 1 000 dollari , una guardia forestale del Texas tentò di inseguirlo a cavallo con un branco di cani già esperti nella caccia al lupo. Il tentativo fallì disastrosamente: i lupi infatti attraversarono i tributari nella zona, impedendo ai cavalli di inseguirli e, una volta isolato i cani, li uccisero tutti tranne sei. La guardia fece due ulteriori tentativi, arrendendosi dopo che il suo cavallo perì per una caduta. L'anno seguente, un rancher locale di nome Joe Calone tentò di avvelenare il branco, ma senza successo. In seguito, assalirono la fattoria di Calone per tutta l'estate, uccidendo numerosi bovini, ovini e cani.

## Colpire Blanca per uccidere Lobo
Nell'autunno del 1893, Ernest Thompson Seton si recò a Currumpaw su invito di un rancher allo scopo di uccidere definitivamente il branco di Lobo. Rendendosi conto che il terreno rendeva inutile l'inseguimento a cavalli con i cani, Thompson fece uso invece di trappole e bocconi avvelenati. Ma Lobo si dimostrò troppo furbo, raccogliendo i bocconi, ammucchiandoli e defecandogli sopra. Quando Seton tentò di usare le tagliole, Lobo le scopriva senza attivarle o le attivava lanciandogli sopra con le zampe posteriori del terriccio. Il cacciatore infine decise di concentrare le sue attenzioni su Blanca, notando che era meno cauta del suo compagno. Dispose quindi una serie di trappole all'aperto attorno a una carcassa di mucca decapitata per attirare l'attenzione di Lobo, mettendo la testa tra due cespugli in cui furono disposte delle tagliole nella speranza di catturare la compagna. Il giorno dopo, Blanca fu scoperta in una delle trappole, e Seton e i suoi uomini le ruppero il collo con dei lazo legati ai loro cavalli. Seton descrisse dopo come, durante il viaggio verso casa con la carcassa della lupa morta, sentì i richiami di Lobo, che li seguiva a distanza. Lobo infatti, avendo perso ormai la sua cautela, li tallonò fino alla fattoria, uccidendo il cane da guardia e liberandosi da una tagliola.

## La fine

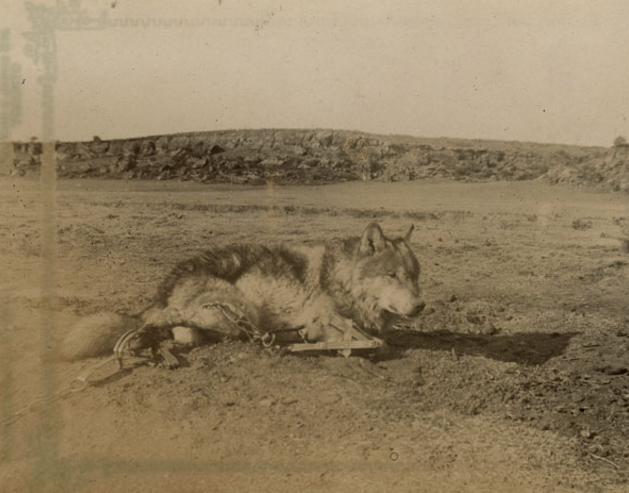
Lobo, dopo la sua cattura nel 1894

Nei giorni seguenti, Seton dispose nei passaggi che conducevano al canyon, il territorio di Lobo, ben 130 tagliole, ricoperte con l'odore di Blanca. Dopo due notti, Lobo fu scoperto e immobilizzato da quattro tagliole. Il lupo riuscì a tagliare un lazo con i denti prima di cedere alla stanchezza e lasciarsi legare. Decidendo di lasciarlo vivere, Seton lo portò alla fattoria, legandolo a un palo con una ciotola e della carne, ma il lupo rifiutò di cibarsi. Perì durante la notte, e la sua carcassa fu messa accanto a quella di Blanca nel capanno.
I teschi di Lobo e Blanca sono attualmente esposti nel Canadian Museum of Nature, mentre la pelle del primo è conservata nel Philmont Museum a Cimarron nel Nuovo Messico. Il resoconto dato da Seton dell'evento fu poi popolarizzato attraverso un lungometraggio della Disney, La leggenda di Lobo.